# Puchar Sześciu Narodów U-20 2024
Puchar Sześciu Narodów U-20 2024 – siedemnasta edycja Pucharu Sześciu Narodów U-20, międzynarodowych rozgrywek w rugby union dla reprezentacji narodowych do lat dwudziestu. Zawody odbyły się w dniach 2 lutego – 15 marca 2024 roku, a zwyciężyła w nich reprezentacja Anglii.
Harmonogram rozgrywek opublikowano w lipcu 2023 roku. Sędziowie turnieju.
Zawody z bilansem czterech zwycięstw i remisu zakończyły reprezentacje Anglii oraz Irlandii, lecz dzięki jednemu więcej bonusowemu punktowi zwyciężyli w nich Anglicy, zaś najlepszym zawodnikiem został wybrany przedstawiciel triumfatorów, Henry Pollock.

## Mecze

### Tydzień 1
| 2 lutego 202418:45 | Walia U-20 | 37:29(20:17) | Szkocja U-20                                                                      | Stadiwm CSM, Colwyn Bay Sędzia: Jérémy Rozier |
| 2 lutego 202418:45 | Rhodri Lewis 5 (P) Harri Ford 2 (pd) Walker Price 10 (2P) Harri Ackerman 5 (P) Harri Wilde 5 (pd K) Morgan Morse 5 (P) Huw Anderson 5 (P) | 37:29(20:17) | Freddie Douglas 10 (2P) Isaac Coates 4 (2pd) Kerr Yule 5 (P) Elliot Young 10 (2P) | Stadiwm CSM, Colwyn Bay Sędzia: Jérémy Rozier |
| 2 lutego 202418:45 | Alex O'Driscoll | 37:29(20:17) |                                                                                   | Stadiwm CSM, Colwyn Bay Sędzia: Jérémy Rozier |

| 2 lutego 202419:15 | Włochy U-20                                        | 11:36(6:22) | Anglia U-20                                                                                          | Stadio comunale di Monigo, Treviso Sędzia: Evan Urruzmendi |
| 2 lutego 202419:15 | Valerio Siciliano 5 (P) Martino Pucciarello 6 (2K) | 11:36(6:22) | Rory Taylor 4 (2pd) Henry Pollock 15 (3P) Josh Bellamy 5 (P) Finn Carnduff 5 (P) Sean Kerr 7 (2pd K) | Stadio comunale di Monigo, Treviso Sędzia: Evan Urruzmendi |

| 3 lutego 202420:10 | Francja U-20                                                                      | 31:37(14:17) | Irlandia U-20                                                                                      | Stade Maurice-David, Aix-en-Provence Sędzia: Morné Ferreira |
| 3 lutego 202420:10 | Tom Raffy 11 (4pd K) Mael Perrin 5 (P) Patrick Tuifua 5 (P) Mathis Castro 10 (2P) | 31:37(14:17) | Jack Murphy 17 (4pd 3K) Finn Treacy 5 (P) Hugh Gavin 5 (P) Brian Gleeson 5 (P) Danny Sheahan 5 (P) | Stade Maurice-David, Aix-en-Provence Sędzia: Morné Ferreira |
| 3 lutego 202420:10 | Gregoire Arfeuil                                                                  | 31:37(14:17) | | Stade Maurice-David, Aix-en-Provence Sędzia: Morné Ferreira |

### Tydzień 2
| 9 lutego 202419:15 | Anglia U-20 | 28:7(15:7) | Walia U-20                            | The Recreation Ground, Bath Sędzia: Aimee Barrett-Theron |
| 9 lutego 202419:15 | Rory Taylor 3 (K) Josh Bellamy 5 (pd K) Scott Kirk 5 (P) Ioan Jones 5 (P) Archie McParland 5 (P) Alex Wills 5 (P) | 28:7(15:7) | Harri Wilde 2 (pd) Huw Anderson 5 (P) | The Recreation Ground, Bath Sędzia: Aimee Barrett-Theron |
| 9 lutego 202419:15 | Olamide Sodeke | 28:7(15:7) |                                       | The Recreation Ground, Bath Sędzia: Aimee Barrett-Theron |

| 9 lutego 202419:15 | Irlandia U-20                                                                   | 23:22(15:17) | Włochy U-20                                                              | Virgin Media Park, Cork Sędzia: Jérémy Rozier |
| 9 lutego 202419:15 | Jack Murphy 8 (pd 2K) Sean Edogbo 5 (P) Ben O’Connor 5 (P) Evan O'Connell 5 (P) | 23:22(15:17) | Martino Pucciarello 7 (2pd K) Piero Gritti 5 (P) Marco Scalabrin 10 (2P) | Virgin Media Park, Cork Sędzia: Jérémy Rozier |
| 9 lutego 202419:15 | Cesare Zucconi                                                                  | 23:22(15:17) |                                                                          | Virgin Media Park, Cork Sędzia: Jérémy Rozier |

| 9 lutego 202420:00 | Szkocja U-20                                                       | 14:29(0:26) | Francja U-20                                                                                               | Hive Stadium, Edynburg Sędzia: Angus Mabey |
| 9 lutego 202420:00 | Isaac Coates 4 (2pd) Jerry Blyth-Lafferty 5 (P) Murdoch Lock 5 (P) | 14:29(0:26) | Mathis Castro 5 (P) Axel Desperes 9 (3pd K) Thomas Souverbie 5 (P) Hoani Bosmorin 5 (P) Xan Mousques 5 (P) | Hive Stadium, Edynburg Sędzia: Angus Mabey |
| 9 lutego 202420:00 | Sialevailea Tolofua                                                | 14:29(0:26) | | Hive Stadium, Edynburg Sędzia: Angus Mabey |

### Tydzień 3
| 23 lutego 202419:15 | Irlandia U-20 | 43:8(17:3) | Walia U-20                           | Virgin Media Park, Cork Sędzia: Federico Vedovelli |
| 23 lutego 202419:15 | Jack Murphy 11 (4pd K) Hugh Gavin 5 (P) Danny Sheahan 10 (2P) Sean Edogbo 5 (P) Ben O’Connor 5 (P) Sean Naughton 2 (pd) Henry Walker 5 (P) | 43:8(17:3) | Harri Wilde 3 (K) Ieuan Davies 5 (P) | Virgin Media Park, Cork Sędzia: Federico Vedovelli |
| 23 lutego 202419:15 | Wills Austin · Harry Thomas | 43:8(17:3) |                                      | Virgin Media Park, Cork Sędzia: Federico Vedovelli |

| 23 lutego 202419:15 | Szkocja U-20                                                                   | 17:30(0:18) | Anglia U-20                                                                          | Hive Stadium, Edynburg Sędzia: Ben Breakspear |
| 23 lutego 202419:15 | Freddie Douglas 5 (P) Isaac Coates 2 (pd) Geordie Gwynn 5 (P) Euan McVie 5 (P) | 17:30(0:18) | Finn Carnduff 5 (P) Sean Kerr 15 (P 2pd 2K) Nathan Michelow 5 (P) Craig Wright 5 (P) | Hive Stadium, Edynburg Sędzia: Ben Breakspear |
| 23 lutego 202419:15 | Amena Caqusau                                                                  | 17:30(0:18) |                                                                                      | Hive Stadium, Edynburg Sędzia: Ben Breakspear |

| 23 lutego 202420:00 | Francja U-20                                                                               | 20:23(8:13) | Włochy U-20                                                                                    | Stade Raoul-Barrière, Béziers Sędzia: Ian Kenny |
| 23 lutego 202420:00 | Jean Cotarmanac'h 5 (pd K) Fabien Brau Boirie 5 (P) Maxim Granell 5 (P) Lucas Zamora 5 (P) | 20:23(8:13) | Martino Pucciarello 8 (pd 2K) Marco Scalabrin 5 (P) Jacopo Botturi 5 (P) Lorenzo Casilio 5 (P) | Stade Raoul-Barrière, Béziers Sędzia: Ian Kenny |
| 23 lutego 202420:00 | Nicola Bozzo                                                                               | 20:23(8:13) |                                                                                                | Stade Raoul-Barrière, Béziers Sędzia: Ian Kenny |

### Tydzień 4
| 7 marca 202419:45 | Walia U-20                                          | 12:45(5:28) | Francja U-20 | Cardiff Arms Park, Cardiff Sędzia: Takehito Namekawa |
| 7 marca 202419:45 | Ellis Price 2 (pd) Macs Page 5 (P) Josh Morse 5 (P) | 12:45(5:28) | Sialevailea Tolofua 5 (P) Thomas Souverbie 4 (2pd) Xan Mousques 5 (P) Jean Cotarmanac'h 11 (4pd K) Mathys Belaubre 5 (P) Zinedine Aouad 10 (2P) Joe Quere Karaba 5 (P) | Cardiff Arms Park, Cardiff Sędzia: Takehito Namekawa |
| 7 marca 202419:45 | Harry Rees-Weldon                                   | 12:45(5:28) | Nathan Bollengier | Cardiff Arms Park, Cardiff Sędzia: Takehito Namekawa |

| 8 marca 202419:15 | Włochy U-20 | 47:14(7:14) | Szkocja U-20                                              | Stadio comunale di Monigo, Treviso Sędzia: Saba Abulaszwili |
| 8 marca 202419:15 | Martino Pucciarello 12 (6pd) Piero Gritti 10 (2P) Marco Scalabrin 5 (P) Patrick De Villiers 5 (P) Mirko Belloni 5 (P) Nicholas Gasperini 10 (2P) | 47:14(7:14) | Isaac Coates 4 (2pd) Euan McVie 5 (P) Fergus Watson 5 (P) | Stadio comunale di Monigo, Treviso Sędzia: Saba Abulaszwili |
| 8 marca 202419:15 | Luke Coulston | 47:14(7:14) |                                                           | Stadio comunale di Monigo, Treviso Sędzia: Saba Abulaszwili |

| 8 marca 202419:15 | Anglia U-20                                                                                       | 32:32(13:15) | Irlandia U-20 | The Recreation Ground, Bath Sędzia: Reuben Keane |
| 8 marca 202419:15 | Finn Carnduff 5 (P) Sean Kerr 12 (3pd 2K) Ben Waghorn 5 (P) Kane James 5 (P) Oliver Spencer 5 (P) | 32:32(13:15) | Jack Murphy 5 (pd K) Finn Treacy 5 (P) Ben O’Connor 5 (P) Sean Naughton 2 (pd) Henry Walker 5 (P) Luke Murphy 5 (P) Hugo McLaughlin 5 (P) | The Recreation Ground, Bath Sędzia: Reuben Keane |

### Tydzień 5
| 15 marca 202419:00 | Irlandia U-20                                                                                             | 36:0(7:0) | Szkocja U-20 | Virgin Media Park, Cork Sędzia: Takehito Namekawa |
| 15 marca 202419:00 | Jack Murphy 11 (4pd K) Danny Sheahan 10 (2P) Sean Edogbo 5 (P) Evan O'Connell 5 (P) Hugo McLaughlin 5 (P) | 36:0(7:0) |              | Virgin Media Park, Cork Sędzia: Takehito Namekawa |
| 15 marca 202419:00 | Monroe Job                                                                                                | 36:0(7:0) |              | Virgin Media Park, Cork Sędzia: Takehito Namekawa |

| 15 marca 202419:30 | Walia U-20 | 27:15(0:15) | Włochy U-20                                      | Cardiff Arms Park, Cardiff Sędzia: Reuben Keane |
| 15 marca 202419:30 | karne przyłożenie – 7 Harri Ford 7 (2pd K) Harry Thomas 5 (P) Matty Young 5 (P) Kodie Stone 5 (P) Harry Beddall 5 (P) | 27:15(0:15) | Martino Pucciarello 3 (K) Marcos Gallorini 5 (P) | Cardiff Arms Park, Cardiff Sędzia: Reuben Keane |
| 15 marca 202419:30 | Josh Morse | 27:15(0:15) | Samuele Mirenzi                                  | Cardiff Arms Park, Cardiff Sędzia: Reuben Keane |

| 15 marca 202420:00 | Francja U-20                                                                                           | 31:45(21:12) | Anglia U-20 | Stade du Hameau, Pau Sędzia: Federico Vedovelli |
| 15 marca 202420:00 | Mathis Castro 5 (P) Hugo Reus 11 (4pd K) Leo Carbonneau 5 (P) Kalvin Gourgues 5 (P) Mathis Ferte 5 (P) | 31:45(21:12) | Henry Pollock 5 (P) Sean Kerr 6 (3pd) Ioan Jones 5 (P) Jimmy Halliwell 5 (P) George Makepeace-Cubitt 2 (pd) James Isaacs 10 (2P) Ben Redshaw 5 (P) karne przyłożenie – 7 | Stade du Hameau, Pau Sędzia: Federico Vedovelli |
| 15 marca 202420:00 | Thomas Duchene                                                                                         | 31:45(21:12) | Scott Kirk | Stade du Hameau, Pau Sędzia: Federico Vedovelli |